# モッタ・サン・ジョヴァンニ
モッタ・サン・ジョヴァンニ（イタリア語: Motta San Giovanni）は、イタリア共和国カラブリア州レッジョ・カラブリア県にある、人口約6,000人の基礎自治体（コムーネ）。

## 地理

### 位置・広がり

#### 隣接コムーネ
隣接するコムーネは以下の通り。
- モンテベッロ・イオーニコ
- レッジョ・ディ・カラブリア

## 行政

### 分離集落
モッタ・サン・ジョヴァンニには、以下の分離集落（フラツィオーネ）がある。
- Allai, Cambarere, Cambareri, Lazzaro, Leandro, Martino, Paolia, Patarriti, Riace Capo, Riaci Capo, Rione Branca, San Basilio, San Nicola, Sant'Antonio, Sarto, Valanidi, Valanidi Serro

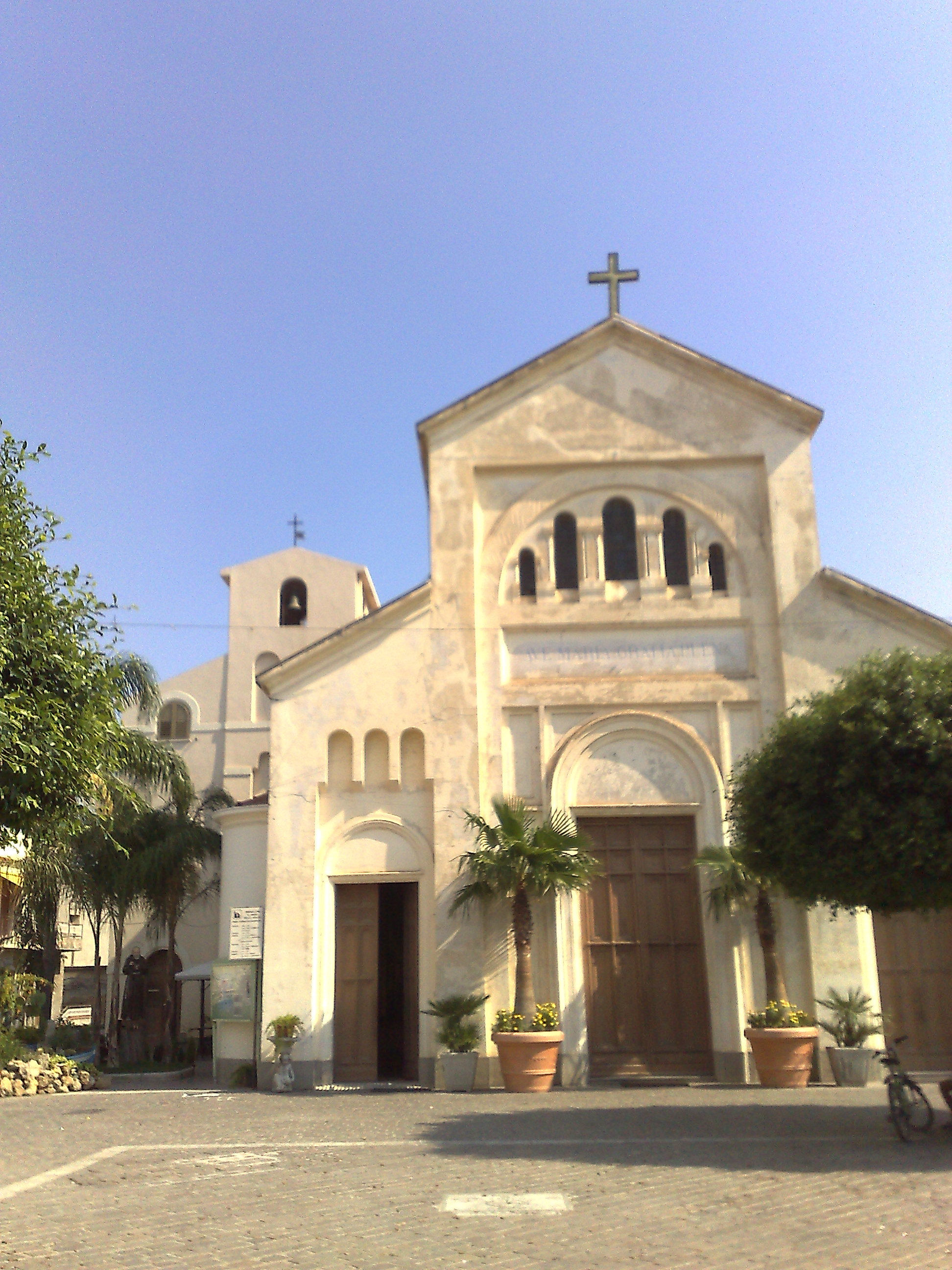
Chiesa Santa Maria delle Grazie（Lazzaro地区）